# 奧斯卡·皮斯托利斯
奧斯卡·倫納德·卡爾·皮斯托利斯（英語：Oscar Leonard Carl Pistorius，1986年11月22日—），是一位南非的截肢短跑選手，以「刀鋒战士」、「刀鋒跑者」以及「世上跑得最快的無腿者」綽號知名。皮斯托利斯是世界殘奧會的一百米、二百米與四百米的紀錄保持人，在由碳纖維製造的義肢幫助下，他的跑速具有更高競爭力，但此也引起了公平競爭與否的爭議。2007年国际田径联合会修正競賽規則中提到運動員不可藉助任何工具來加強自己的競爭力，從彈簧到輪子都一樣。

## 生平
皮斯托利斯出生於南非德蘭士瓦省的約翰內斯堡桑頓，他一出生時兩條小腿就沒有腓骨，在11個月大時從膝蓋間截肢。因此他從小就配戴義肢長大，國中時他就讀普利托利亞男子學校，並參加學校橄欖球校隊、水球校隊與網球校隊，之後因體育成績優良進入了殘奧會訓練。在某次橄欖球賽中，皮斯托利斯受到嚴重膝傷，在2004年1月傷癒後，轉為短跑選手。
2007年7月15日，皮斯托利斯在英國的设菲尔德山谷體育場參加400米短跑競賽。這是他第二次以殘疾選手身份參加一般的國際田徑短跑競賽，尽管受到天雨影響及超出跑道線被除名影響，他還是完成了競賽。他第一次參加此類競賽是同年7月13日國際田聯黃金聯賽羅馬站的四百米短跑比賽。接下來他計劃到日本參賽，希望能跑出獲得奧運參賽資格的成績。
2008年1月14日，国际田联取消了他参加2008年夏季奥林匹克运动会的资格。根据国际田联委托的科学家所做出的结论，认为皮斯托利斯使用假肢增强了自己的竞争力，对其他的参赛选手不公平。但是最終因未符合奧運會的指定時間，未能參與北京奧林匹克運動會。然而，在2012年倫敦奧運，他成功取得參賽資格。
他曾在比勒陀利亞大學修讀商務管理。
2013年2月14日，他聲稱誤以為有賊在家中，而不慎開槍將其女友瑞娃·斯廷坎普槍擊致死，而被警方指控谋杀。2月22日，法官容許他保釋，等候續審。2014年9月11日，主審法官托克兹尔·马西帕認為檢方未足舉證證明他與女友因細故爭吵過後，故意槍殺其女友，且證人證詞多有矛盾，故「謀殺罪」不成立，免於至少25年到最重終身監禁的刑責；隔日9月12日下午再針對皮斯托瑞斯的其他罪名進行宣判，仍舊有可能被判處「過失殺人」等罪刑，但也有可能無罪開釋，若過失殺人罪名成立，他將面臨15年的牢獄生涯。10月21日，法官裁定皮斯托瑞斯過失殺人罪名成立，監禁5年，而非法使用槍械則緩刑3年。
2015年12月3日，南非最高上訴法院改判皮斯托利斯謀殺罪名成立，指令原審法官判處更重刑罰。2017年11月24日，南非最高上訴法院做出改判，將奧斯卡的刑期延長13年又5個月。
2021 年 11 月，南非監獄當局啟動了第一個程序步驟，考慮對因謀殺女友而被監禁的奧斯卡·皮斯托瑞斯（Oscar Pistorius）進行假釋。
2024年1月5日，他被假释。

### 引用
1. ↑  “刀锋战士” （页面存档备份，存于），亚太日报，2013年8月20日
2. ↑  , Who's Who of Southern Africa, 24.com,   [2007-05-18], （原始内容存档于2009-04-27）.
3. ↑  Jeré Longman, , The New York Times, 2007-05-15: A1 & A21  [2009-06-21], （原始内容存档于2021-03-03）.
4. ↑  Josh McHugh, , Wired, no. 15.03, March 2007  [2009-06-21], （原始内容存档于2013-08-10）.
5. ↑  , International Wheelchair and Amputee Sports Federation,   [2008-07-19], （原始内容存档于2008-07-15）.
6. ↑  , International Wheelchair and Amputee Sports Federation,   [2008-07-19], （原始内容存档于2008-07-15）.
7. ↑  , International Wheelchair and Amputee Sports Federation,   [2008-07-19], （原始内容存档于2008-07-15）.
8. ↑  . Herald and Weekly Times.   [2007-07-24].
9. ↑  . IAAF. 2008-01-14  [2008-01-18]. （原始内容存档于2012-10-30）.
10. ↑  “刀锋战士”被控谋杀女友 （页面存档备份，存于），亚太日报，2013年8月20日
11. ↑  . 香港電台. 2013年2月14日  [2013-02-14]. （原始内容存档于2013-02-17）.
12. ↑  . 腾讯网. 2013年2月14日  [2013-02-14]. （原始内容存档于2020-05-17）.
13. ↑  http://www.bbc.co.uk/zhongwen/trad/world/2014/09/140911_pistorius_court_update.shtml （页面存档备份，存于）  法官裁定南非「刀鋒戰士」沒有犯謀殺罪
14. ↑  http://www.appledaily.com.tw/realtimenews/article/new/20140911/468040/ （页面存档备份，存于）  刀鋒戰士審判日 皮斯托瑞斯謀殺罪不成立
15. ↑  .   [2014-10-21]. （原始内容存档于2014-10-21）.
16. ↑  Simon Allison. . The Guardian. 2015-12-03  [2015-12-03]. （原始内容存档于2021-01-03）.
17. ↑  Jamie Grierson. . The Guardian. 2017-11-24  [2019-06-20]. （原始内容存档于2021-01-17）.
18. ↑  .   [2024-01-05]. （原始内容存档于2024-01-17）.

### 來源
- Davies, Gareth A. [interviewer], , The Daily Telegraph (London), 23 May 2007  [2020-01-03], （原始内容存档于2021-01-18）
- Knight, Tom, , The Daily Telegraph (London), 11 July 2007: S12  [2020-01-03], （原始内容存档于2020-05-17）
- , Who's Who of Southern Africa (24.com),   [18 May 2007], （原始内容存档于2009-04-27）
- , Össur,   [22 March 2008], （原始内容存档于2009-01-23）
- , Össur,   [8 March 2008], （原始内容存档于2009-01-23）

## 延伸閱讀
- Wild, Sarah J.,  (PDF), Pepperdine Law Review, 2010, 4: 1347–1391  [2020-01-03], （原始内容存档于2013-05-11）
- Van Hilvoorde, Ivo; Landeweerd, Laurens (2008), "Disability or Extraordinary Talent – Francesco Lentini (Three Legs) versus Oscar Pistorius (No Legs （页面存档备份，存于）)", Sport, Ethics and Philosophy 2 (2): 97–111, doi:10.1080/17511320802221778
- Curran, Sarah A.; Hirons, Richard, , Prosthetics and Orthotics International, September 2012, 36 (3): 366–369, doi:10.1177/0309364612453256
- Mitten, Matthew J.,  (PDF), Journal of Intercollegiate Sport, 2011, 4: 101–106  [2020-01-03], （原始内容存档于2012-09-12）
- Callaway, Ewen, , Nature, 9 August 2012, 488: 154–155, doi:10.1038/488154a
- Sandberg, Anders, , New Scientist, 11 August 2012, 215 (2877): 26–27, doi:10.1016/S0262-4079(12)62066-1
- Pistorius, Oscar; Servadio-Kenan, Rebecca, transl., , London: Virgin Books, 2009, ISBN 978-0-7535-1939-4

## 外部連結
- 官方网站
- 奧斯卡·皮斯托利斯在的頁面
- 奧斯卡·皮斯托利斯在国际奥林匹克委员会的资料